# مولرن
مولرن (به آلمانی: Möllern) یک روستا در آلمان است که در لانیتس-هاسل-تال واقع شده‌است. مولرن ۳۶۳ نفر جمعیت دارد.